# VV Fortuna in het seizoen 1964/65
Het seizoen 1964/1965 was het 10e jaar in het bestaan van de Vlaardingense betaaldvoetbalclub Fortuna. De club kwam uit in de Tweede divisie B en eindigde daarin op de negende plaats. Tevens deed de club mee aan het toernooi om de KNVB beker, hierin werd de club in de tweede ronde uitgeschakeld door Veendam (1–2).

## Wedstrijdstatistieken

### Tweede divisie B
|       | Baronie | BVV   | D.F.C. | 't Gooi | Helmondia '55 | Hermes DVS | HVC   | Limburgia | LONGA | NOAD  | Roda JC | SVV   | Wilhelmina | Xerxes |
| ----- | ------- | ----- | ------ | ------- | ------------- | ---------- | ----- | --------- | ----- | ----- | ------- | ----- | ---------- | ------ |
| Thuis | 1 – 1   | 1 – 0 | 0 – 1  | 3 – 0   | 1 – 2         | 1 – 0      | 2 – 2 | 2 – 4     | 1 – 3 | 3 – 4 | 1 – 1   | 5 – 1 | 5 – 1      | 2 – 3  |
| Uit   | 2 – 0   | 1 – 1 | 7 – 1  | 1 – 2   | 1 – 5         | 2 – 0      | 2 – 3 | 2 – 0     | 2 – 3 | 5 – 2 | 0 – 0   | 2 – 2 | 0 – 1      | 2 – 0  |

### KNVB beker
| 1e ronde                                       | Fortuna                                | 1 – 0 Na verlenging | Fortuna '54     |
| 4 oktober 1964 Plaats: Vlaardingen Floreslaan  | Arie Don 120'                          |                     |                 |
| 2e ronde                                       | Veendam                                | 2 – 1 (1 – 1)       | Fortuna         |
| 6 december 1964 Plaats: Veendam De Langeleegte | Jan Blijham 41' Gerrit Uittenbosch 62' |                     | 38' Lajos Tamás |

## Statistieken Fortuna 1964/1965

### Eindstand Fortuna in de Nederlandse Tweede divisie B 1964 / 1965
| Stand | Gespeeld | Gewonnen | Gelijk | Verloren | Punten | Doelpunten voor | Doelpunten tegen |
| ----- | -------- | -------- | ------ | -------- | ------ | --------------- | ---------------- |
| 9e    | 28       | 10       | 6      | 12       | 26     | 48              | 52               |

### Topscorers
| #      | Naam                 | Goal |
| ------ | -------------------- | ---- |
| 1.     | Ed Verweel           | 10   |
| 2.     | Maarten van der Zwan | 9    |
| 3.     | Cees Doesburg        | 7    |
| 4.     | Lajos Tamás          | 5    |
| 5.     | Jan Baksteen         | 4    |
| 5.     | Kees Blankenstein    | 4    |
| 7.     | Arie Don             | 2    |
| 7.     | Sjaak Jansen         | 2    |
| 7.     | Paul Kuipers         | 2    |
| 7.     | Ger Robbemond        | 2    |
| 11.    | Joop Dekker          | 1    |
| Totaal | Totaal               | 48   |

| #      | Naam        | Goal |
| ------ | ----------- | ---- |
| 1.     | Arie Don    | 1    |
| 1.     | Lajos Tamás | 1    |
| Totaal | Totaal      | 2    |